# Euryglossula
Euryglossula (лат.) — род пчёл из семейства Colletidae. Встречается в Австралии. Известно около 20 видов.

## Описание
Мелкие пчёлы (от 2,5 до 3,5 мм). Окраска от чёрной с жёлтыми отметинами до полностью жёлтой. Жилкование переднего крыла редуцировано; вторая субмаргинальная поперечная жилка немного длиннее первой и передняя жилка второй субмаргинальной ячейки более или менее параллельна переднему краю крыла; нижний конец глаза самки немного выступает над передним сочленением нижней челюсти; наличник самки виден в профиль, образующий сплошную дугу с надклипеальной областью; базитибиальная пластинка самки, если она определена, не превышает 1/4 задней голени. Переднее крыло с двумя субмаргинальными ячейками. Скопа у самок отсутствует.
Биология почти неизвестна. Представители рода собраны в основном с цветков из Myrtaceae (Eucalyptus, Leptospermum, Melaleuca). Гнёзда обнаружены земле на глубине около 6 см.

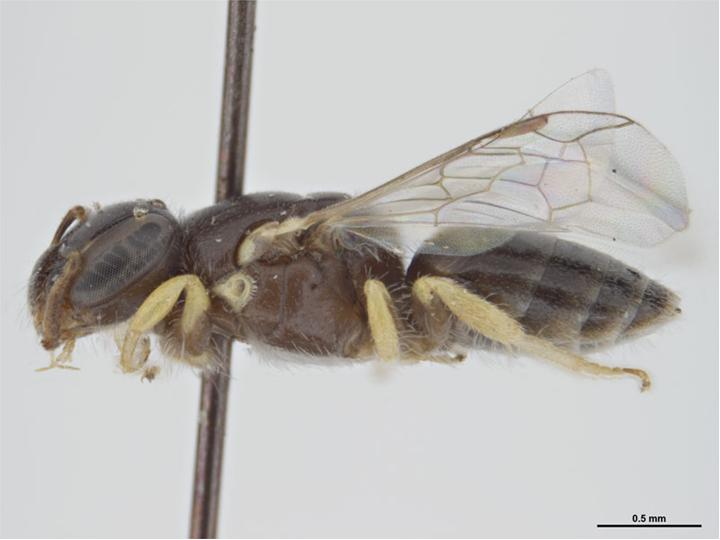
E. carnarvonensis, самка
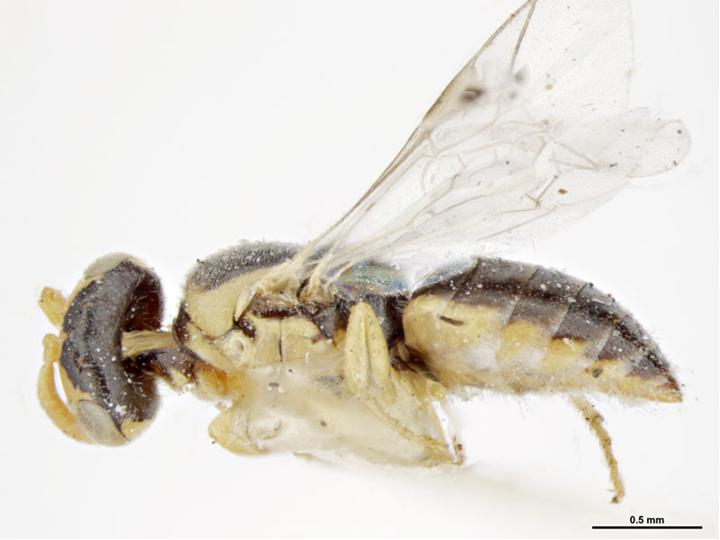
E. carnarvonensis, самец
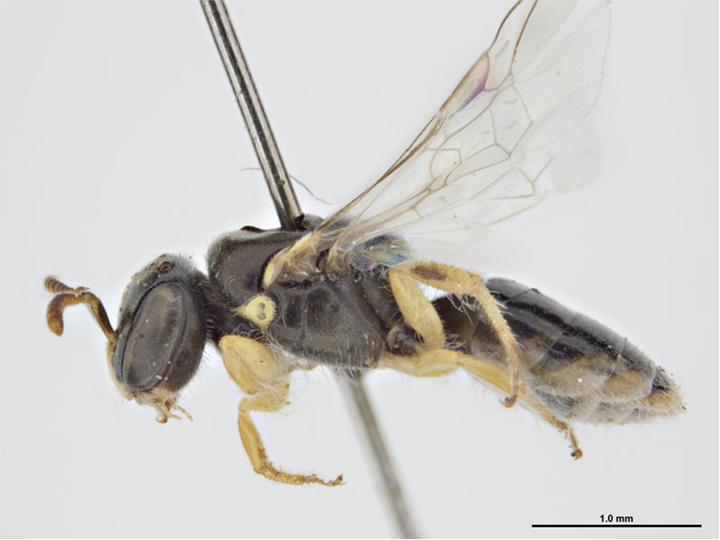
E. chalcosoma, самка
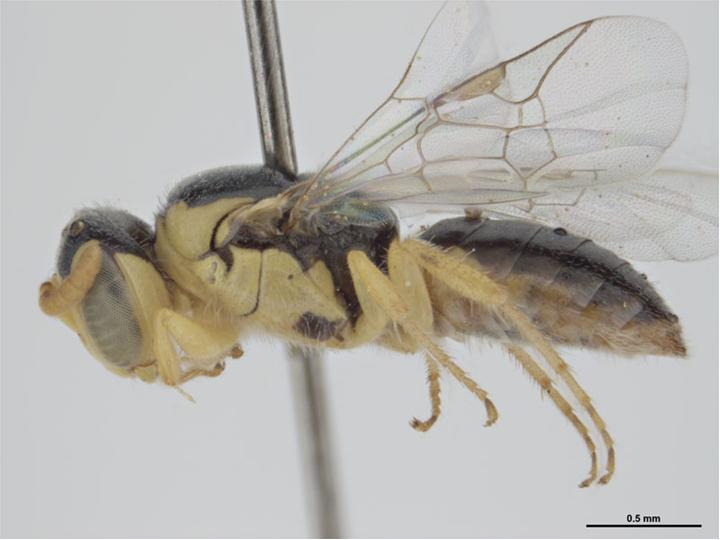
E. chalcosoma, самец
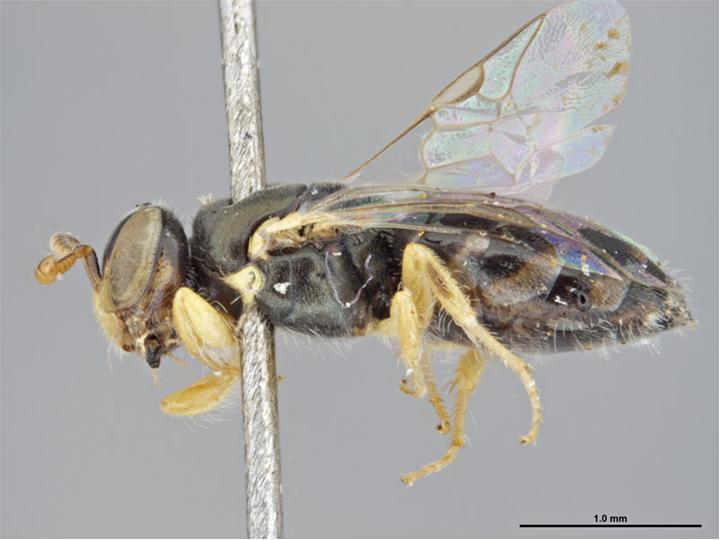
E. deserti, самка
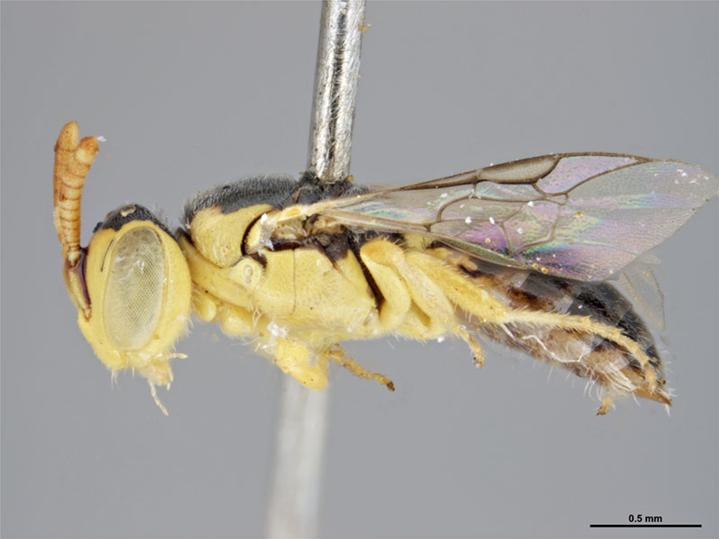
E. deserti, самец

## Распространение
Встречаются в Австралии.

## Классификация
В мировой фауне около 20 видов. Относится к подсемейству Euryglossinae (Colletidae).

### Виды
- Euryglossula aeneoceps Batley, 2016
- Euryglossula carnarvonensis Exley, 1968
- Euryglossula chalcosoma (Cockerell, 1913)
- Euryglossula deserti Exley, 1968
- Euryglossula elizabethae Batley, 2016
- Euryglossula eremophilae Batley, 2016
- Euryglossula flava Exley, 1968
- Euryglossula fultoni (Cockerell, 1913)
- Euryglossula incisa Batley, 2016
- Euryglossula kubinensis Batley, 2016
- Euryglossula laticeps Batley, 2016
- Euryglossula microdonta (Rayment, 1934)
- Euryglossula pallida Batley, 2016
- Euryglossula pinnulata Batley, 2016
- Euryglossula purpurea Batley, 2016
- Euryglossula scalaris Batley, 2016
- Euryglossula storeyi Batley, 2016
- Euryglossula variepicta Exley, 1969